# اسارت من و آزادی من

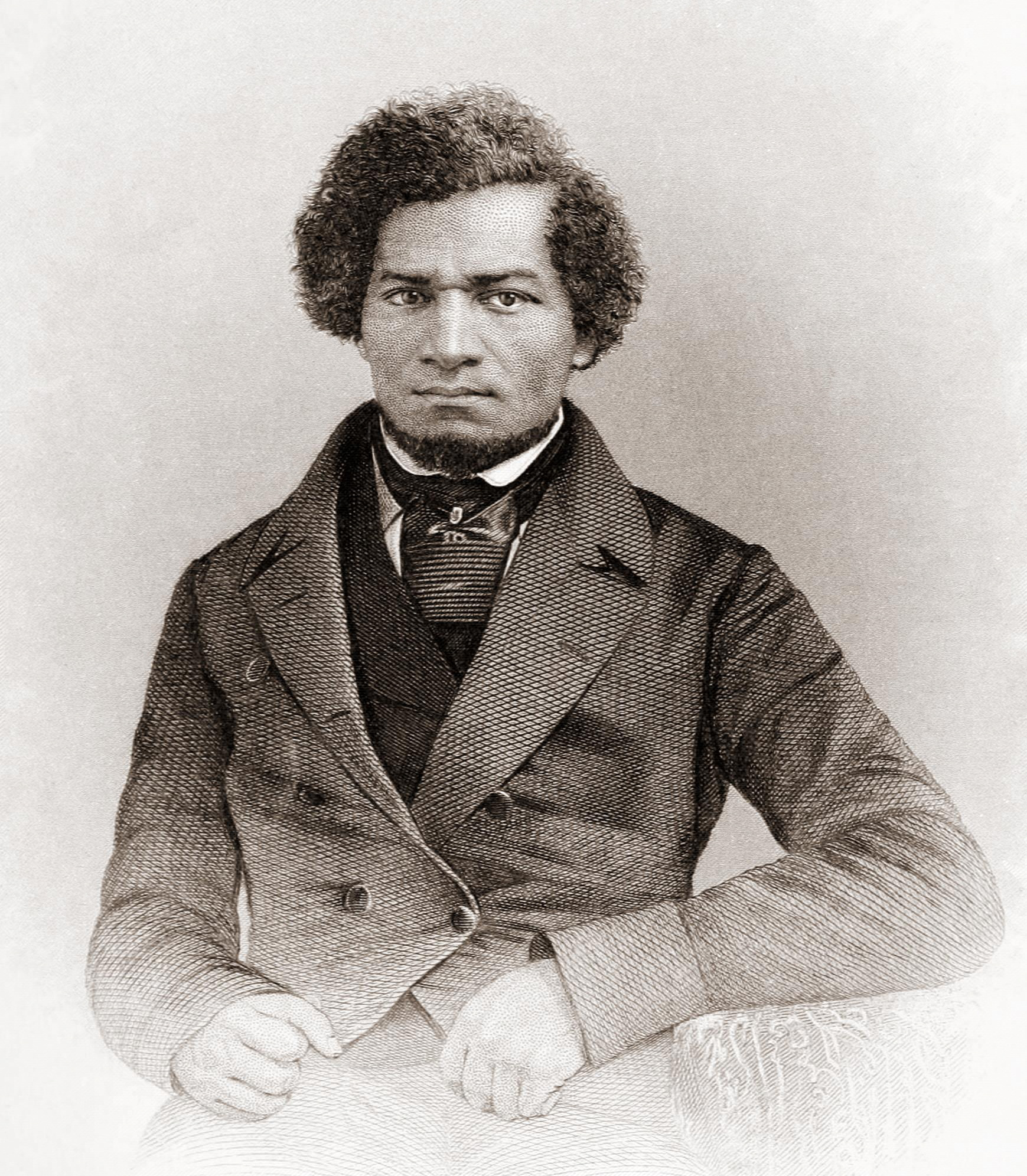
فردریک داگلاس در سال ۱۸۵۵

اسارت من و آزادی من (انگلیسی: My Bondage and My Freedom) یک کتاب زندگی‌نامه روایت بردگی نوشته شده توسط فردریک داگلاس است که در سال ۱۸۵۵ چاپ شد. این دومین کتاب از سه کتاب زندگینامه است که توسط داگلاس نوشته شده‌است و عمدتاً گسترش اولین کتاب او (روایتی از زندگی فردریک داگلاس) است که با جزئیات بیشتری دربارهٔ انتقال او از اسارت به آزادی بحث می‌کند. به دنبال این آزادی، داگلاس از یک برده، به یک فرد، سخنران، نویسنده و ناشر برجسته تبدیل شد.